# Albert Schoenhut
Albert Frederick Schoenhut (* 5. Februar 1849 in Göppingen, Württemberg; † 3. Februar 1912 in Philadelphia, Pennsylvania) war ein deutsch-amerikanischer Spielzeughersteller. Er gilt als Erfinder des Kinderklaviers, das auch als Toy Piano bezeichnet wird.

## Leben

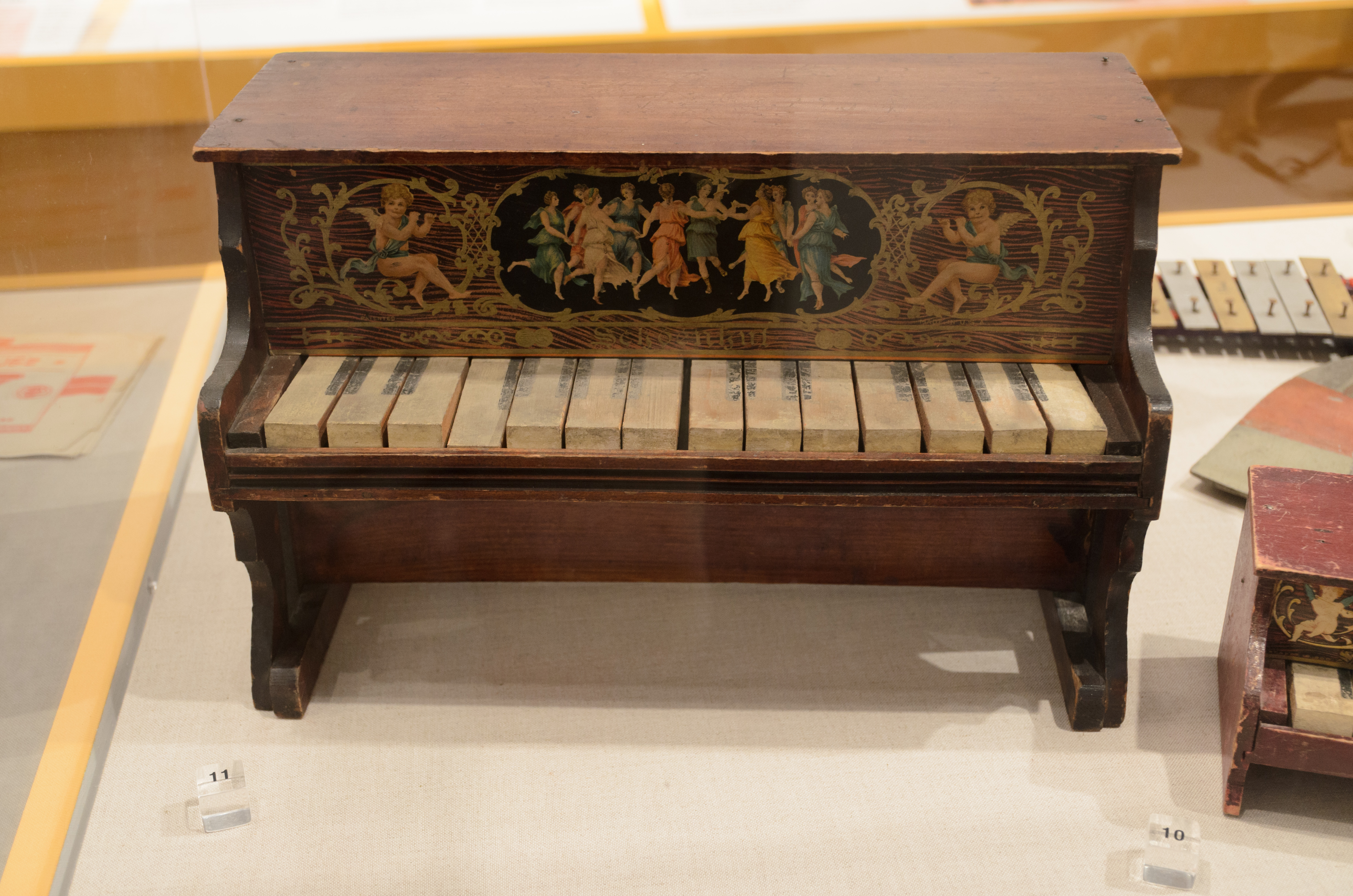
Spielzeugklavier der Firma Schoenholz aus dem Jahre 1900, Philadelphia History Museum

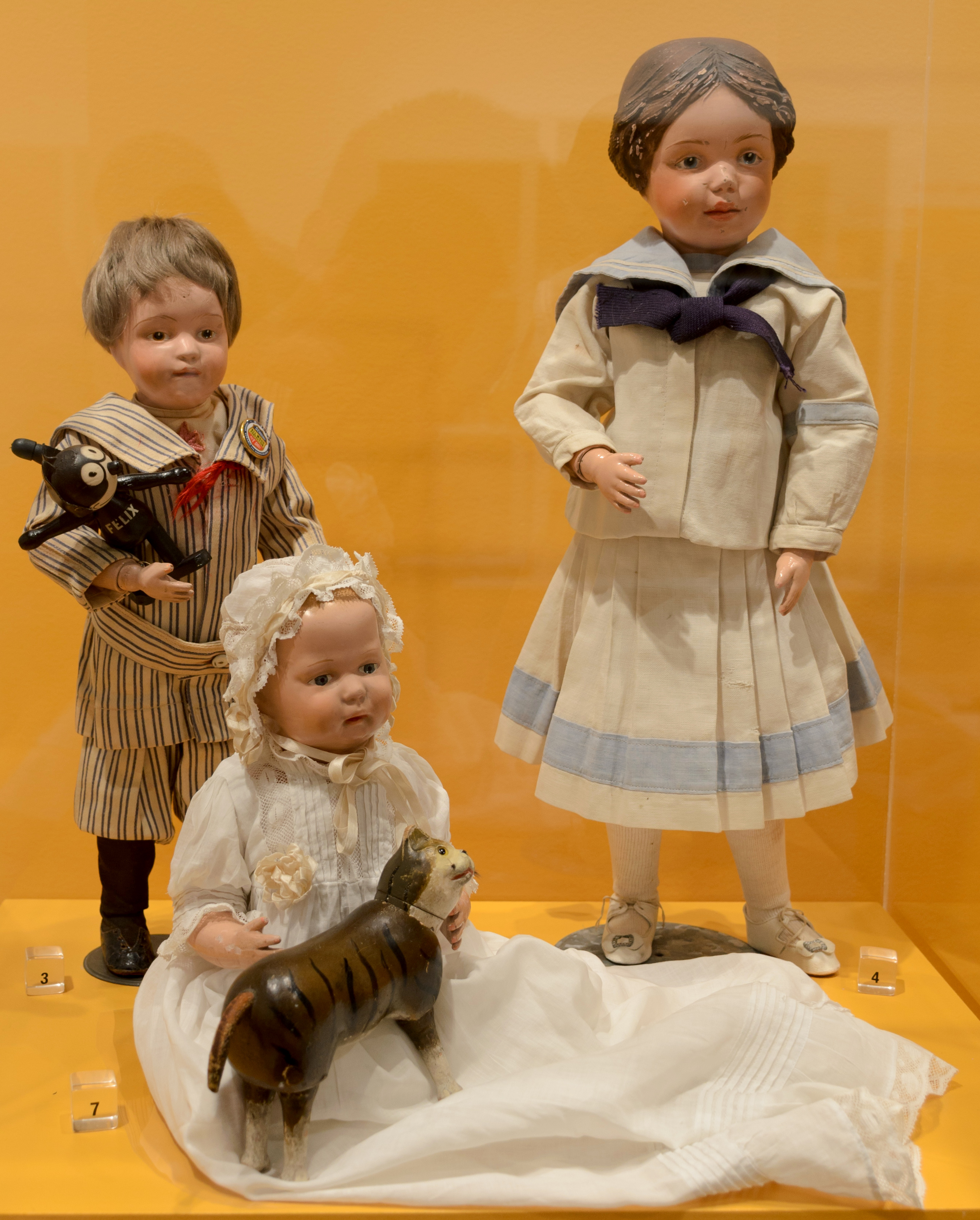
Schoenhut-Puppen, Philadelphia History Museum

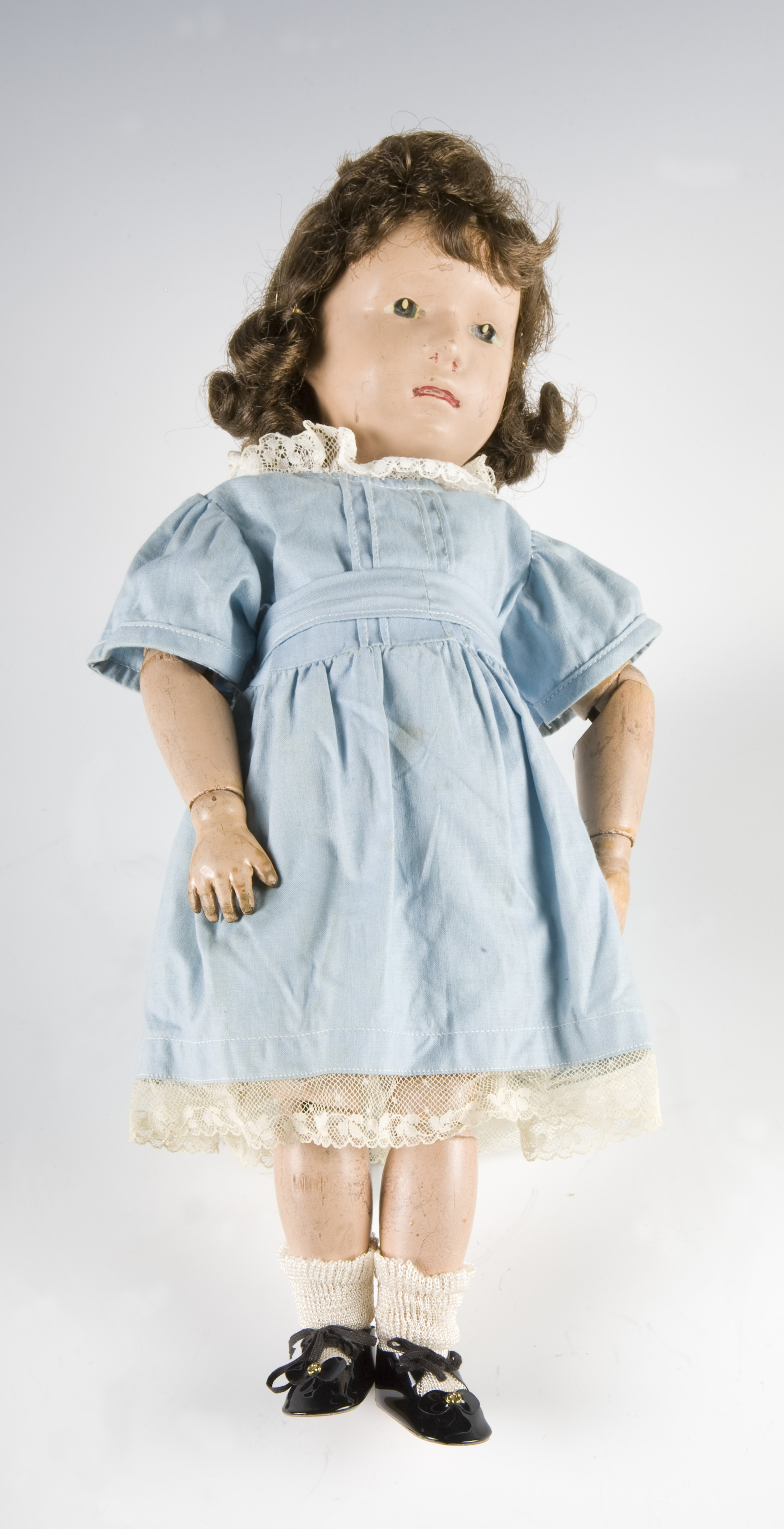
Schoenhut-Puppe, Missouri History Museum

Albert Schoenhut stammte aus einer württembergischen Spielzeug- und Puppenmacher-Familie und erlernte als Jugendlicher die Kunst des Holzschnitzens. Bereits 1866, mit 17 Jahren, wanderte er in die USA aus, wo er zunächst in einem Kaufhaus in Philadelphia arbeitete und Spielzeug reparierte. 1868 erhielt er die US-Staatsbürgerschaft.
1872 gründete er in Kensington, einem Stadtviertel von Philadelphia, die Schoenhut Piano Company, die später unter dem Namen A. Schoenhut Company bekannt wurde. Die Firma, die sich in dem Haus 2337 Frankford Avenue befand, fertigte neben Spielzeugklavieren und anderen Musikinstrumenten auch Puppen, die als Schoenhut-Puppen noch heute begehrte Sammler-Objekte sind, sowie den sogenannten Humpty Dumpty Circus, der um die Jahrhundertwende eingeführt wurde. Daneben begann das Unternehmen mit der Produktion von Spielen, Spielsets und verschiedenen Figuren, die sich allesamt großer Beliebtheit erfreuten. In den folgenden Jahren expandierte Schoenhuts Firma zu einem der größten Spielwarenhersteller der USA, der seine Erzeugnisse auch nach Deutschland exportierte. Schoenhut selbst wurde als „König der Spielzeughersteller“ und „Weihnachtsmann von Kensington“ bekannt.
Trotz des Mythos, der ihn umgab, behielt Schoenhut sein Geschäft stets im Auge, das durch seinen Fokus auf Innovation, die Erschließung transatlantischer Märkte und die Umsetzung umfassender Werbestrategien stetig weiter wuchs.

## Familie
Schoenhut heiratete am 30. Januar 1870 in der Salem Zion United Church of Christ in Philadelphia Emilie Elizabeth Langbein (1851–1915). In den Vereinigten Staaten geboren, war Emilie Langbein die Tochter zweier deutscher Einwanderer der ersten Generation, Gustav Langbein und Louise Dürr. Albert und Emilie Schoenhut bekamen acht Kinder, sechs Söhne und zwei Töchter: Albert Frederick Schoenhut (1871–1950), Emilie Louise Schoenhut Stein (1874–1931), Caroline Schoenhut (1877–1954), Gustav Adolf Schoenhut (1879–1960), Theodore Carl Schoenhut (1881–1918), William George Schoenhut (1883–1943), Harry Edison Schoenhut (1889–1952) und Otto Franklin Schoenhut (1891–1959).